# Куно I фон Вестербург
Куно I фон Вестербург (на немски: Kuno I von Westerburg; * 23 октомври 1425; † 30 септември 1459) е граф на Вестербург във Вестервалд.
Той е син на граф Райнхард III фон Вестербург († 1449) и втората му съпруга Маргарета фон Лайнинген († 1470), дъщеря на граф Фридрих VII фон Лайнинген († 1437) и маркграфиня Маргарета фон Хахберг.
Той умира на 30 септември 1459 г. на 33 години.

## Фамилия
Куно I се жени 1449 г. за Мехтилд фон Вирнебург (* ок. 1430; † 9 април 1483), дъщеря на граф Филип I фон Вирнебург († 1443) и Катарина фон Зафенберг († сл. 1470). Те имат децата:
- Райнхард IV (1453 – 1522), граф на Вестербург, от 1475 г. като Райнхард I фон Лайнинген-Вестербург, женен I. 1476 г. за Анна фон Епенщайн-Кьонигщайн († 1483), II. 1485 г. за графиня Зимерия фон Сайн (1469 – 1499)
- Йохан (1456 – 1524), каноник в Кьолн
- Куно (1459 – 1520), каноник в Кьолн
- Маргарета (1455 – 1486), абатиса на Св. Урсула, Кьолн
- Катарина (1458 – 1486), монахиня в Кьолн
- Матхилда († 1502), монахиня в Мариенберг (1484 – 1502)